# Ferdinandstraße 10 (Mönchengladbach)

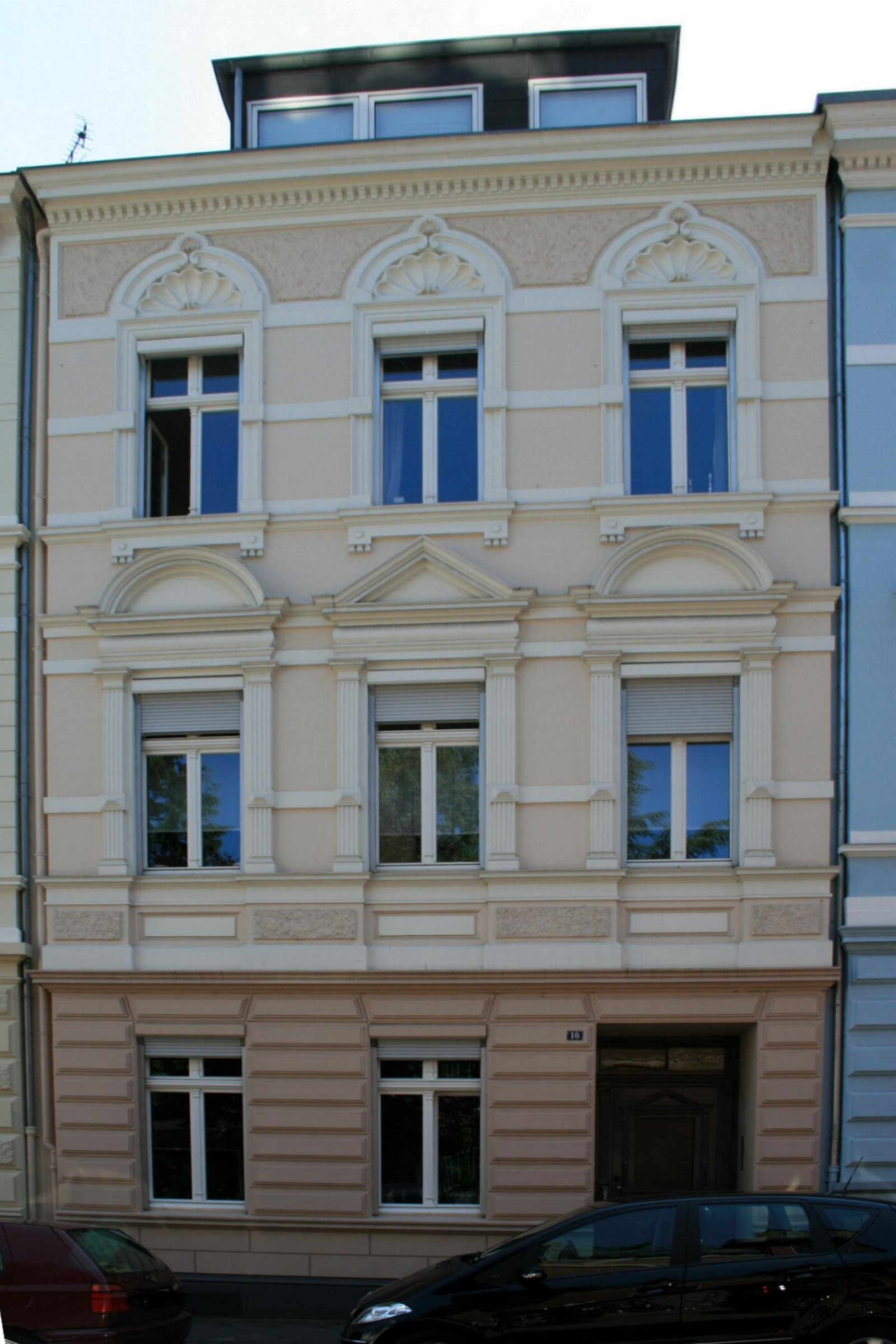
Wohnhaus (2010)

Das 1898 erbaute Wohnhaus Ferdinandstraße 10 steht in Mönchengladbach (Nordrhein-Westfalen).
Das Gebäude wurde am 7. September 1995 unter Nr. F 027 in die Denkmalliste der Stadt Mönchengladbach eingetragen.

## Architektur
Im nördlichen Stadterweiterungsgebiet unmittelbar vor der die Hermann-Piecq-Anlage überspannenden ehemaligen Eisenbahnbrücke steht das dreigeschossige Dreifensterhaus unter flach geneigtem Satteldach mit zweigeschossigem Anbau. Es weist eine horizontale Gliederung durch Stockwerk- und Sohlbankgesimse sowie ein breit vorkragendes Traufgesims mit Perlstabmotiv auf.
Die vertikale Gliederung übernehmen die gleichmäßig gereihten und axial übereinander ausgerichteten Fenster. Über einem mit Fugenschnitt versehenen Sockelgeschoss liegt das durch kräftige Quaderimitation gegliederte Erdgeschoss mit tief eingeschnittener Eingangsnische (rechts). Das glatt verputzte erste Obergeschoss wird durch kräftig hervorgehobene Architekturteile zur Beletage aufgewertet; das zweite Obergeschoss ist zurückhaltender mit nur flach aufgelegter Ornamentik dekoriert. Alle Fassadenfenster sind gleichförmig hochrechteckig ausgebildet; im Erdgeschoss schmucklos in die Wandfläche eingeschnitten, im Obergeschoss betont durch Ädikulaimitationen (alternierend Rundbogen- und Dreiecksgiebel) und im zweiten Obergeschoss mit muschelbekrönter Einfassung gerahmt. Die zitierte Stuckornamentik ist vorwiegend dem Formenkanon der Renaissance entnommen.